# タイムフォーム
タイムフォーム(Timeform Publications)は、イギリスで1948年に創立された出版社で、競馬に関する情報を提供する企業である。本社はウェスト・ヨークシャーのハリファクスにある。
本項では、タイムフォーム社と、世界的な競走馬指標であるタイムフォーム・レーティングについて解説する。

## 歴史

### フィル・ブル
タイムフォームの創設者で、タイムフォーム・レーティングの考案者はフィル・ブル(en:Phil Bull,1910-1989)である。
フィル・ブルはウェストヨークシャーのヘムズワース(Hemsworth)生まれで、鉱夫と教師の両親のもとで育った。やがてリーズ大学へ進学した。1931年に数学の学位をとって卒業すると、ロンドンで教職に就いたが、すぐに職を辞し、馬券で生計を立てるようになった。
ブルは学生時代から競馬にのめりこんでいた。数学の知識を活かし、競走馬の走破時計に基づいた独自の評価指標を編み出し、これによって馬券を買った。1940年代までに、“Temple Time Test”というペンネームを使って、この独自の予想を売るようになったが、こうした手法は当時はほかに例がなく、やがてイギリス中の競馬場で評判になっていった。ブルが自分で馬券を買ったうち、1943年から1974年までのあいだの通算損益は295,987ポンドとされており、これは1995年の価値に換算すると約500万ポンドに相当する。50万ポンドの利益を出したとする別の資料もある。
ブルは出版以外でも競馬界に影響力を発揮した。ブルは競走馬の所有、生産も手がけた。ブルの生産馬で一番活躍したのが、日本で種牡馬になった＊ロムルス(Romulus)で、1962年にグリーナムステークス、サセックスステークス、クイーンエリザベス2世ステークス、ムーラン・ド・ロンシャン賞に勝った。
ブルは長年にわたり、イギリスの主要2歳戦に1マイルの競走が無いことを不満に思っており、とうとう1961年にタイムフォーム・ゴールドカップを創設した。この競走は、現在のフューチュリティトロフィーである。同競走は2019年現在、G1に格付けされ、その優勝馬からは、翌年のイギリスダービー優勝馬ハイチャパラル、オーソライズド、キャメロットを出している。
また、ブルは、多くの競馬の格言を創りだした。たとえば『競馬場では、自分の目を信じ、他人の話に惑わされるな(at the racecourse, keep your eyes open and your ears closed)』がそれである。1976年の書評では「ずんぐり髭面のフィル・ブル氏ほど、競馬場を愛するイギリス人はいない」と評されている。

### 「タイムフォーム」の誕生
ブルは1940年代の後半に、ディック・ウィトフォード(Dick Whitford)と共同で事業を興した。ウィトフォードは、ブルと同じように、独自の競走馬の指標づくりを行っていた人物である。ブルの指標の方法論が時計（タイム）に着眼したもので、ウィトフォードの手法はフォームに注目したものだったことから、この理論を「タイムフォーム」と命名した。
二人は、1948年にポートウェイ出版株式会社(Portway Press Ltd)を設立し、最初の出版物として『Racehorses of 1948（1948年の競走馬）』を刊行し、タイムフォーム・レーティングを世に出した。これがタイムフォーム社を代表する『Racehorses of …』シリーズの第1号である。会社はやがて日刊の出馬表で有名になり、この出馬表の刊行は現在も続けられている。
1948年以来、タイムフォームはイギリスの全競走馬のパフォーマンス・レートを発表しており、のちに対象は世界の競走馬へ拡大した。タイムフォーム・レーティングは民間企業の非公式のものながら、権威を認められるようになり、競走馬の能力の指標として普及し、イギリスの競馬産業の発展をすすめた。2012年に活躍したフランケルの歴史的な評価を確定させたのは、タイムフォームレーティングが平地競馬史上最高値のレートを与えたことによる。
ブルは1989年に死ぬ直前まで会社の指揮をとった。その後、この会社は、2006年12月に、1500万ポンドで、大手インターネットブックメーカーのベットフェアー社によって買収され、ベットフェアーグループの一員となった。

### 主な出版物
平地競馬が始まる前の毎年3月に、タイムフォーム社は『Racehorses of ....』を刊行する（『Racehorses of 2014』のように、年がはいる）。これは、世界各国の平地競走馬の情報やレーティングをまとめた1200ページを超すもので、イギリス、アイルランド、フランス、ドイツ、イタリア、スカンジナビアの競走馬、オーストラリア、ニュージーランド、アメリカ、カナダ、ドバイ、日本、香港が含まれている。
障害競馬が始まる前の毎年10月には『Chasers and Hurdlers』を刊行する。これは、イギリスのナショナルハント競走（障害競走）に出走した全馬を収録しており、アイルランドとフランスからも一流馬が収録されている。
タイムフォーム社はほかにも多くの競馬関連書籍を出版しており、『Horses to Follow: Flat Season』は、翌年のクラシック有力馬15頭をピックアップして解説している。収録される馬は、タイムフォーム社内の専門家と5名の主要アナウンサーによって選ばれている。この本には、前年の特に重要な2歳戦についての解説も掲載されている。
また、タイムフォーム社は、アメリカのデイリー・レーシング・フォーム(DRF)が発表するイギリス・アイルランド・フランス・UAEの競馬に関する基礎情報を提供している。

## タイムフォーム・レーティング
タイムフォーム・レーティングは、競走馬の能力を数値化した指標である。もともとは在野の民間企業が作った指標にすぎなかったが、イギリス・アイルランドでは60年以上にわたって競走馬の能力指標として高い権威を持ち、いまでは世界各国の競馬場で公式に配布されるレーシングプログラムに掲載されており、競走馬の指標としてもっとも普及しているもののひとつである。このレーティングは、大別すると2つの目的に使用されている。1つは競馬の予想（レース前）、もう1つは競走馬の評価（レース後）である。
勝馬の予想指標として
タイムフォーム社は、競馬の予想の資料として各地の競馬場の出走予定馬に対するレーティングを事前に発表している。これには、過去の実績に基づく基礎的なレーティングに、その競走での負担重量に応じた修正値とTWFA（Timeform Weight For Age、馬齢、時期、距離によって変化する負担重量の基準値。これより重い重量を背負って出走する場合にはマイナス、軽い負担で出走する場合はプラスの修正が行われる。TWFAは毎年見直しが行われる。）を加味して、レース毎のレーティングを算出する。例を挙げると、負担重量が10ストーン（＝140ポンド≒63.50kg）を超える場合には1ポンド毎に-1、10ストーンを下回る場合には1ポンド毎に+1を加算する。つまり負担重量が軽い馬ほどレーティングが高くなり、「勝つ可能性」が高いと評価されることになる。一般的な指標が、活躍した上位の競走馬に限定されるのに対し、タイムフォーム・レーティングは下級馬すべてにレーティングが与えられる。
タイムフォーム・レーティングは競走馬の能力の指標であるが、何らかの理由により競走馬が正しく能力を発揮できない場合には、レースの結果は指標の数値通りになるとは限らない。
TWFAの適用例
これは4月10日に10ハロン（約2011m）のレースを行った場合の例。
- stはストーン、lbはポンド。14ポンドで1ストーンとなる。

| 馬名 | 馬齢 | 修正前レーティング | 負担重量  | TWFA        | 修正値 | 修正後のレーティング |
| A馬  | 4歳  | 64                 | 9 st 7 lb | 09 st 13 lb | +06    | 70                   |
| B馬  | 5歳  | 59                 | 9 st 2 lb | 10 st 00 lb | +12    | 71                   |
| C馬  | 3歳  | 68                 | 9 st 1 lb | 09 st 00 lb | -01    | 67                   |

修正前の基本的なレーティングでは3歳のC馬が最も高く、しかも負担重量が一番軽い。しかし、馬齢・時期・距離に応じて設定されたTWFAを適用すると、B馬はTWFAの10ストーンより12ポンド軽い9ストーン2ポンドで出走するので、12ポイント有利になり、+12の修正が行われる。同様にC馬が-1ポイントとなる。この結果、修正前は一番レーティングが低いB馬が、修正後のレートでは一番高くなる。この場合、B馬が勝つ可能性が最も高い、とされる。
※実際に発表されるレーティングは、このほかに馬場、騎手などによる修正値も反映される。
競走馬の客観的指標として
タイムフォーム・レーティングでは、競走距離別の指標にしたがって、実際のレースでの着差を重量（ポンド）に変換し、競走馬の能力をポンド単位で指標化する。算出には様々な要素が慎重に考慮されるが、その代表的な要素の一つが着差である。おおよそ、5ハロン（≒1005メートル）の場合には1馬身を3ポンド、8ハロン（＝1マイル≒1609メートル）の場合には1馬身を2ポンド、16ハロン（＝2マイル≒3218メートル）の場合には1/4馬身を1ポンドとする。平地競走の場合、レーティングは、最低ランクでは20台、最高ランクでは130を超える値が与えられる。
タイムフォーム・レーティングのもう一つの特徴は、馬齢を問わずに比較ができることにある。一般的なフリーハンデの手法は、同世代の競走馬との相対的な能力を数値化するため、異なる世代間の比較には適さない。しかし、タイムフォーム・レーティングの値は、2歳、3歳、4歳、それ以上のどの馬も共通の指標となるため、異なる世代・異なる時代の競走馬を絶対的な基準で比較することが可能とされている。もしも117ポイントの2歳馬と、117ポイントの4歳馬がいた場合、両者の能力は等しいとされる。ただし実際の競馬では、2歳と4歳では馬齢に応じて負担重量が異なるため、もし2歳のほうが軽い負担重量で出走すれば、2歳のほうが勝つ、ということになる。タイムフォーム・レーティングのシステムは、年次ごとに様々な調整が行われており、それによって時代の変化も反映しているとされている。タイムフォームでは、与えられたレーティングによって競走馬を次のような評価に大別している。
タイムフォーム・レーティングによる3歳馬の評価の目安
- 140以上 – 傑出した(outstanding)競走馬
- 130–135 – 平均的なG1優勝馬を超えるもの
- 125–129 – 平均的なG1優勝馬
- 115–124 – 平均的なG2優勝馬
- 110–115 – 平均的なG3優勝馬
- 100–105 – 平均的なリステッドレース優勝馬

2歳馬の評価には、これより低い値が用いられる。
指標に付与される記号
基本的に指標は数値で表現されるが、これに記号が付与されることがある。主なものは下記の通り。
- p  - 数値よりも高い能力の見込みがある
- P  - 数値よりも大幅に高い能力の見込みがある
- +  - タイムフォームのシステムで算出された数値よりも高い能力を持っていると思われる
- d - 以前に与えられた数値よりも能力が低下しており、数値の引き下げが見込まれる
- §  - 競走馬の気性的な問題により、安定的な能力を発揮できないかもしれない
- §§  - 競走馬の気性的な問題により、本来の能力の発揮が困難と思われる
- ?  - 数値の信頼性が低い
- x - 障害の飛越に難がある
- xx - 障害の飛越に大きな難があり、レーティングにそぐわない

スピード指数との比較
アメリカでは、タイムフォームレーティングに類似したものとして、ベイヤーによるスピード指数が用いられている。一般的に、スピード指数に12から14を加えると、タイムフォーム・レーティングとの比較ができるとされている。

### 平地競走と障害競走
タイムフォームは、平地競走と、置障害競走（ハードル）、固定障害競走（スティープルチェイス）で、異なる指標を設けており、互換性はない。
たとえば1960年代のスティープルチェイサーであるアークルは212ポンド、フライングボルトには210ポンド、2012年のスプリンターサクレには192ポンド、ミルハウスやコートスターには191ポンド、これらがスティープルチェイサーの最高である。
ハードルでは、ナイトナース(182)、イスタブラク(180)、モンクスフィールド(180)、パーシャンウォー(179)となっている。
平地競走では数値はもっと低く、最高はイギリスのフランケル(147)となっている。

### タイムフォームグローバルランキング
タイムフォームグローバルランキングとは主要な国で行われている平地競走を走った競走馬の総合レーティングランキングであり、毎年1〜3月頃に発表されている
下表は公表されている2014年度以降の各年度ごとのレーティング1位の競走馬及び日本馬の最高位に評価された競走馬である

#### 年度別歴代レーティング1位
| 年度 | レーティング | 馬名             | 調教国・地域   |
| ---- | ------------ | ---------------- | -------------- |
| 2014 | 134          | Kingman          | イギリス       |
| 2015 | 138          | American Pharoah | アメリカ合衆国 |
| 2016 | 139          | Arrogate         | アメリカ合衆国 |
| 2017 | 136          | Battaash         | イギリス       |
| 2018 | 136          | Cracksman        | イギリス       |
| 2019 | 136          | Battaash         | イギリス       |
| 2020 | 133          | Ghaiyyath        | イギリス       |
| 2021 | 133          | Flightline       | アメリカ合衆国 |
| 2022 | 143          | Flightline       | アメリカ合衆国 |

#### 年度別歴代日本馬レーティング最高位
| 年度 | レーティング | 馬名             | 全体順位 |
| ---- | ------------ | ---------------- | -------- |
| 2014 | 132          | エピファネイア   | 2位タイ  |
| 2015 | 127          | エイシンヒカリ   | 25位タイ |
| 2016 | 132          | モーリス         | 5位      |
| 2017 | 128          | キタサンブラック | 17位タイ |
| 2018 | 126          | アーモンドアイ   | 33位     |
| 2019 | 129          | アーモンドアイ   | 10位タイ |
| 2020 | 129          | アーモンドアイ   | 7位タイ  |
| 2021 | 127          | エフフォーリア   | 18位タイ |
| 2022 | 130          | イクイノックス   | 7位タイ  |

### オールタイムランキング

#### 平地部門
平地競走では、最低20台から、トップクラスの競走馬には130以上のポイントが与えられる。ごく最近（2000年頃）まで、アメリカを主戦地とする競走馬はタイムフォーム・レーティングの対象外だったため、アメリカからヨーロッパへ遠征してきた馬のレーティングは直接比較の対象とすることはできない。
平地部門では、1962年の凱旋門賞優勝馬のシーバードが半世紀にわたって首位を守ってきた。2010年から2012年にかけてフランケルが無傷の14連勝を記録すると、ヨーロッパではフランケルに対する評価に関する議論が巻き起こった。フランケルは、伝統的にヨーロッパの最高峰とされてきたダービー、凱旋門賞やキングジョージVI世&クイーンエリザベスステークスに出なかったからである。フランケルが当時の最高クラスの競走馬であることには異論がなかったが、過去の名競走馬との比較で、世評は割れた。しかし、2012年のシーズンを終えたフランケルに対してタイムフォームが史上最高値を更新する147ポイントを与え、シーバードよりも2ポイントも高く評価したことが、フランケルに対する世評を決定づけた。
| レーティング | 馬名(生年) |
| ------------ | --- |
| 147          | フランケル(2008) |
| 145          | シーバード(1962) |
| 144          | ブリガディアジェラード(1968)、テューダーミンストレル(1944) |
| 143          | フライトライン(2018) |
| 142          | アバーナント(1946)、リボー(1952)、Windy City(1949) |
| 141          | ミルリーフ(1968) |
| 140          | ダンシングブレーヴ(1983)、ドバイミレニアム(1996)、ハービンジャー(2006)、シーザスターズ(2006)、シャーガー(1978)、ヴェイグリーノーブル(1965) |
| 139          | ジェネラス(1988)、Pappa Fourway(1952)、リファレンスポイント(1984)、アロゲート(2013) |
| 138          | アレッジド(1974)、アリシドン(1945)、セルティックスウィング(1992)、シガー(1990)、デイラミ(1994)、Exbury(1959)、ニジンスキー(1967)、Star of India(1953)、アメリカンファラオ(2012) |
| 137          | Apalachee(1971)、デイジュール(1987)、ゴーストザッパー(2000)、グランディ(1972)、マークオブエスティーム(1993)、Molvedo(1958)、モンジュー(1996)、Moorestyle(1977)、ネヴァーセイダイ(1951)、パントレセレブル(1994)、ピンザ(1950)、プリンスリーギフト(1951)、Ragusa(1960)、ラインゴールド(1969)、Reliance(1962)、Right Boy(1954)、トロイ(1976)、ジルザル(1986)、バーイード(2018) |
| 136          | アルサイド(1955)、アレフランス(1970)、バリーモス(1954)、ベーリング(1983)、ブラックキャビア(2006)、Black Tarquin(1945)、バスティノ(1971)、Crepello(1954)、エルコンドルパサー(1995)、エルグランセニョール(1981)、フロリバンダ(1958)、ジェントルメン(1992)、Habibti(1980)、Hafiz(1952)、Hawk Wing(1999)、エリシオ(1993)、エルバジェ(1956)、マイバブー(1945)、Northjet(1977)、オールドヴィック(1986)、Relko(1960)、スリップアンカー(1982)、スワーヴダンサー(1988)、サキー(1997)、タンティエーム(1947)、Texana(1955)、Thatch(1970)、ウォーニング(1985)、Battaash(2014)、クラックスマン(2014)、イクイノックス(2019) |
| 135          | オールアロング(1979)、アラジ(1989)、Arbar(1944)、Arctic Prince(1948)、Chanteur(1943)、Charlottesville(1957)、コロネーション(1946)、ダリア(1970)、インティカブ(1994)、ノウンファクト(1977)、クリス(1976)、La Tendresse(1959)、Le Moss(1975)、マッチ(1958)、ナシュワン(1986)、Never So Bold(1980)、Pebbles(1981)、ペティンゴ(1965)、Petoski(1982)、Right Royal(1958)、Royal Anthem(1995)、サガス(1980)、ササフラ(1967)、Shadeed(1982)、シャーラスタニ(1983)、シャリーフダンサー(1980)、シカンブル(1948)、サーアイヴァー(1965)、Souverain(1943)、セントジョヴァイト(1989)、シュプリームコート(1948)、Teenoso(1980)、テネラニ(1944)、The Bug(1943)、ザミンストレル(1974)、Trempolino(1984)、Youth(1973)、シリュスデゼーグル(2006) |

#### 障害・チェイス部門
下表はチェイス競走（障害競走）走路で行われたナショナルハント競走のオールタイムランキングである。
| レーティング | 馬名(生年) |
| ------------ | --- |
| 212          | アークル(1957) |
| 210          | Flyingbolt(1959) |
| 192p         | Sprinter Sacre(2006) |
| 191          | ミルハウス(1957)、コートスター(2000) |
| 187          | デザートオーキッド(1979) |
| 186          | Dunkirk(1957) |
| 184          | Burrough Hill Lad(1976)、en:Moscow Flyer(1994)、Long Run(2005)                                                                                   |
| 183          | Master Oats(1986)、デンマン(2000) |
| 182          | Captain Christy(1967)、Carvill's Hill(1982)、See More Business(1990)、ベストメイト(1995)、Azertyuiop(1997)、Kicking King(1998)、Well Chief(1999) |

#### 障害・ハードル部門
ハードル競走（障害競走）では、最低60から、最高ランクでは165以上のポイントが与えられる。下表はハードル競走（障害競走）走路で行われたナショナルハント競走のオールタイムランキングである。
| レーティング | 馬名(生年)                                                                           |
| ------------ | ------------------------------------------------------------------------------------ |
| 182          | Night Nurse(1971)                                                                    |
| 180          | Monksfield(1972)、イスタブラク(1992)                                                 |
| 179          | Persian War(1963)                                                                    |
| 178          | Comedy of Errors(1967)、Le Sauvignon(1994)                                           |
| 177          | Lanzarote(1968)、Limestone Lad(1992)                                                 |
| 176          | Bula(1965)、Sir Ken(1948)、Birds Nest(1970)、Golden Cygnet(1972)、Big Buck's(2003)、 |
| 175          | Salmon Spray(1958)、Sea Pigeon(1970)、Gaye Brief(1977)、Baracouda(1995)              |

1. ↑  タイムフォーム誌が障害競走のレーティングを公表するようになったのは1962年以降であり、それ以前の競走馬であるSir Kenのレーティングは、後年に行われたものである。

### 類似の競走馬の指標
- フリーハンデ - ハンデキャップ競走におけるハンデの算出方法を参考にして、競走馬の能力を数値化したもの。イギリスで年に1度、シーズン最初に行われるフリーハンデキャップという競走から「フリーハンデ」という呼称がとられた。経験豊かなハンディキャッパーによって「この馬はこのぐらいの能力を持っているだろう」という主観に基いて採点が行なわれるため、小さな競走で余力を残して勝ったような馬に高い評価が与えられることもある[11]。
- ゲネラルアウスグライヒ - ドイツで作られた指標。フリーハンデが、ハンデキャップをつける人間の主観に左右されるのに対し、客観的な指標を重視する[11]。
- インターナショナル・クラシフィケーション - 1977年に始まったイギリス・アイルランド・フランスでの共通の競走馬の評価。のちに参加国が拡大し、ドイツのゲネラルアウスグライヒの手法が採用された[11]。数度の改称を経て2013年からはワールド・ベスト・レースホース・ランキングと称する。
- スピード指数 - 主にアメリカで発展した指標。
- レーシングポスト・レーティングス(Racing Post Ratings) - レーシング・ポスト社による独自のレーティング。走破タイムよりも出走馬のレベル、レース全体の質、負担重量が重視される。タイムフォーム・レーティングと同様にポンドによる数値で表されるが、全体的にタイムフォーム・レーティングよりも低めの値になっている。2007年に、デイリーレーシングフォームで、従来のタイムフォームレーティングに代わるものとして導入[24]。
- 合同フリーハンデ - タイムフォームレーティングを参考に、作家・山野浩一が趣味の一環として日本馬の能力指数を収集し、のちにケイバブック・サラブレッド血統センターの主催する公式なフリーハンデとして公表されるようになる。